# Angelika Szymańska
Angelika Szymańska, née le 16 octobre 1999 à Włocławek, est une judoka polonaise.

## Biographie
Angelika Szymańska évolue d'abord en catégorie poids légers (-57 kg) jusqu'en 2016. En 2015, elle termine septième aux Championnats d'Europe cadets et cinquième aux Championnats du monde cadets.
Elle passe ensuite dans la catégorie de poids supérieurs des mi-moyens (-63kg). En septembre 2018, elle remporte la médaille d'argent aux Championnats d'Europe juniors à Sofia. En novembre 2020, elle atteint la finale des Championnats d'Europe U23, battue en finale par la Néerlandaise Joanne van Lieshout : les championnats d'Europe ont également lieu à Prague le même mois : après avoir perdu contre la Française Clarisse Agbegnenou en quarts de finale, elle est repêchée mais rate le bronze, vaincue par l'Allemande Martyna Trajdos.
En 2021, Szymańska est éliminée au premier tour des Championnats d'Europe à Lisbonne et également des Championnats du monde à Budapest. En novembre 2021, elle remporte les Championnats d'Europe U23. En avril 2022, Szymańska perd son combat d'ouverture aux Championnats d'Europe à Sofia. En juillet, elle atteint la finale du Grand Chelem de Budapest, terminant deuxième derrière la Japonaise Megumi Horikawa. Trois mois plus tard, aux Championnats du monde à Tachkent, Szymańska s'incline contre la Portugaise Bárbara Timo en quarts de finale : ell remporte son premier combat de repêchage face à la Britannique Lucy Renshall mais laissera la médaille de bronze pour la Française Manon Deketer. Deux semaines après les Championnats du monde, Szymańska remporte son premier titre de championne nationale polonaise.
En 2023, elle n'ira pas plus loin que le premier tour des Championnats du monde à Doha. En septembre 2023, la Polonaise remporte son premier titre du Grand Chelem lors du tournoi Grand Chelem de Bakou avec une victoire finale sur la Hongroise Szofi Özbas. En novembre, Szymańska remporte une médaille de bronze aux Championnats d'Europe à Montpellier.
En mars 2024, elle glane une médaille d'argent au tournoi de Tbilissi ; en mai 2024, aux Championnats du monde d'Abu Dhabi, elle prend le meilleur sur l'Australienne Katharina Haecker en quarts de finale puis sur la Slovène Andreja Leški en demi-finale ; en finale, la Polonaise perd contre la Néerlandaise Joanne van Lieshout avec un waza-ari par contre uchi-mata-sukashi.